# 野村はづき
野村 はづき（のむら はづき、1974年8月6日 - ）は、フリーアナウンサー。元北海道テレビ（HTB）アナウンサー、元圭三プロダクション所属。神奈川県逗子市出身、血液型O型。身長168cm。早稲田大学社会科学部卒業。現在の本名は菅野 はづき。
趣味はパン作り、海外一人旅、日本酒地酒飲み歩き。特技はクラシック声楽。

## 経歴
大学3年生の時に、友人の紹介でNHKの報道フロアでのアルバイトを始め、アナウンサーという仕事に興味が湧いたという。
1998年4月に北海道テレビ（HTB）に入社。HTB時代の同期は佐藤麻美。HTBでは、バラエティー番組「鈴井の巣」で大泉洋や安田顕らと共演し、ヒロ福地と共に夕方の情報ワイド番組「イチオシ!」の初代メインMCを担当した。2005年3月にHTBを退社。
その後はフリーアナウンサーとして活動している。

## 担当番組

### 北海道テレビ放送（HTB）時代
- 鈴井の巣[3]
- シネコンボンバー
- 朝だ!生です旅サラダ（北海道からの中継リポーター、朝日放送（ABCテレビ）制作）
- 全国おもしろニュースグランプリ（テレビ朝日）
- 情報ワイド 夕方Don!Don![3]
- アドベンチャー日高
- 週刊Nanだ!Canだ![1]
- イチオシ! - 初代MC[2]
- HTBニュース[1]

### フリー転向
- 日テレSPOTNOONリポーター
- マイチャンネルあらかわ「こんにちは荒川区」キャスターほか
- eco japan cup.TV[4]（菅野はづき名義）司会